# Guilherme Bentes
Guilherme Bentes, (* 10. června 1973 v Lisabonu, Portugalsko) je bývalý portugalský zápasník – judista.

## Sportovní kariéra
S judem začal v 5 letech. Patřil k prvním výrazným osobnostem portugalského juda. V roce 1996 se kvalifikoval na olympijské hry v Atlantě. Jako outsider ukončil své působení ve druhém kole, ale samotný start ho motivoval k další práci. V roce 1997 využil dobré formy k zisku první mužské portugalské medaile z mistrovství světa v judu. Do roku 2000 si však výkonnost neudržel, na olympijské hry v Sydney byl nominován v lehké váze jeho rival Michel Almeida. Od roku 2001 zkoušel štěstí v polostřední váze, ve které se neprosadil. S reprezentací se rozloučil v roce 2003. Věnuje se funkcionářské práci v portugalském sportu.

## Výsledky
| Turnaj             | 1992       | 1993       | 1994       | 1995       | 1996       | 1997       | 1998       | 1999       |
| Turnaj             | 19         | 20         | 21         | 22         | 23         | 24         | 25         | 26         |
| Turnaj             | lehká váha | lehká váha | lehká váha | lehká váha | lehká váha | lehká váha | lehká váha | lehká váha |
| ------------------ | ---------- | ---------- | ---------- | ---------- | ---------- | ---------- | ---------- | ---------- |
| Olympijské hry     | —          |            |            |            | úč.        |            |            |            |
| Mistrovství světa  |            | —          |            | —          |            | 3.         |            | úč.        |
| Mistrovství Evropy | —          | —          | úč.        | —          | úč.        | 5.         | 7.         | úč.        |
| MS juniorů         | 7.         |            |            |            |            |            |            |            |
| ME juniorů         | ?          | úč.        |            |            |            |            |            |            |